# Kostnická jednota
Kostnická jednota je spolek evangelických křesťanů, kteří se hlásí k odkazu české reformace, M. Jana Husa a J. A. Komenského. Současný oficiální název zní Kostnická jednota – Sdružení evangelických křesťanů, z. s.

## Historie
Vznikla 28. září 1903. Jako spolek se ustavila v roce 1905 (podle zákona č. 134/1867 ř. z. o právu spolčovacím). Jedná se o první ekumenickou organizaci u nás. Od svého vzniku se zasazovala o zřízení evangelické teologické fakulty. V roce 1921 organizovala repatriaci cca 140 rodin potomků pobělohorských exulantů (většinou z Polska).
Udržovala kontakty s českými evangelickými sbory na Ukrajině (Bohemka, Veselynivka a Alexandrovka).
Vydávala Evangelický týdeník Kostnické jiskry.